# بنجامين إف. بي. هنتر
بنجامين إف. بي. هنتر (بالإنجليزية: Benjamin F. B. Hunter)‏ هو عسكري أمريكي، ولد في 11 نوفمبر 1821 في بيتسبرغ في الولايات المتحدة، وتوفي في 9 أبريل 1884 في باي سانت لويس في الولايات المتحدة.